# Гольфы

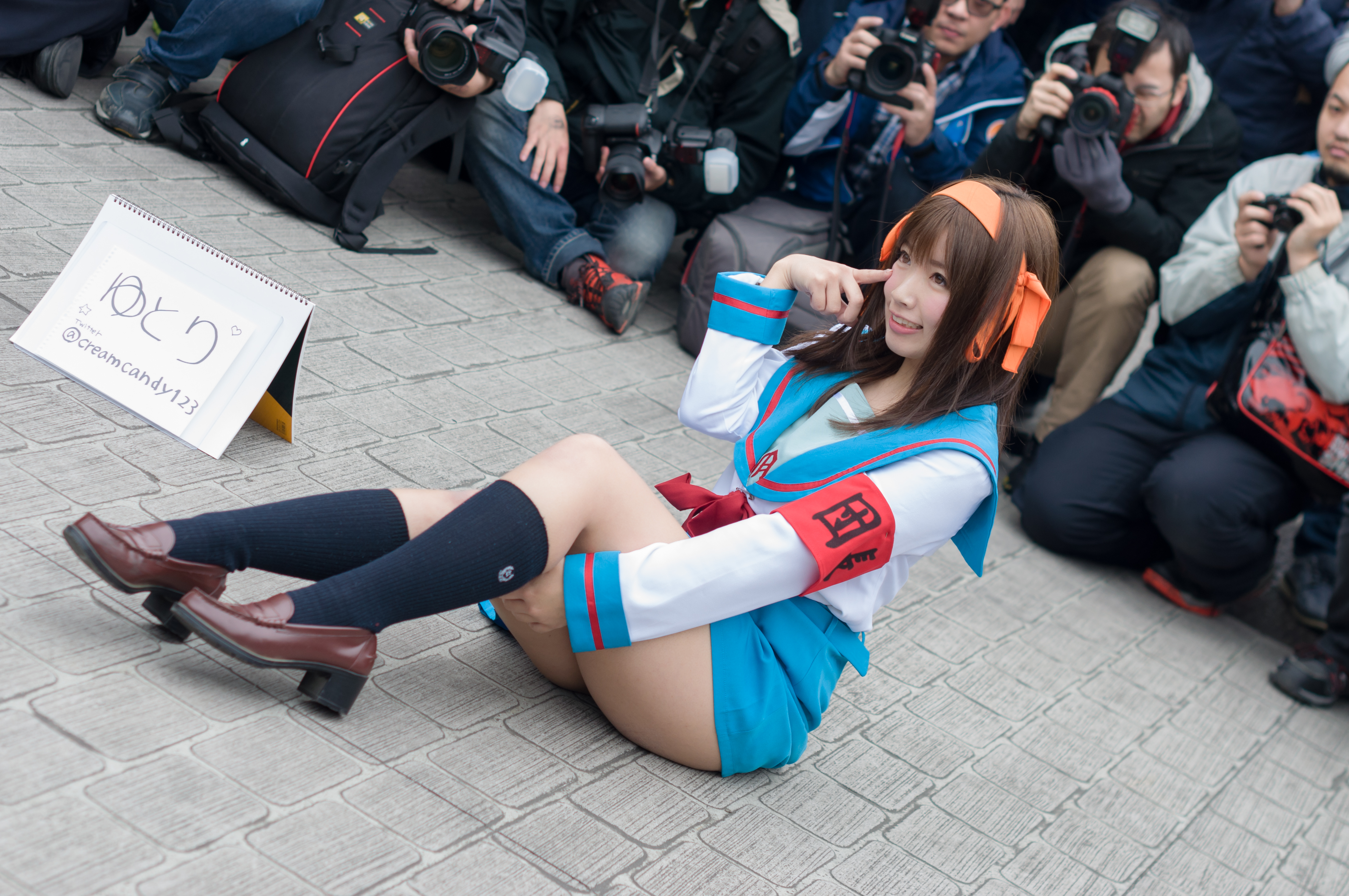
Косплеер в чёрных гольфах

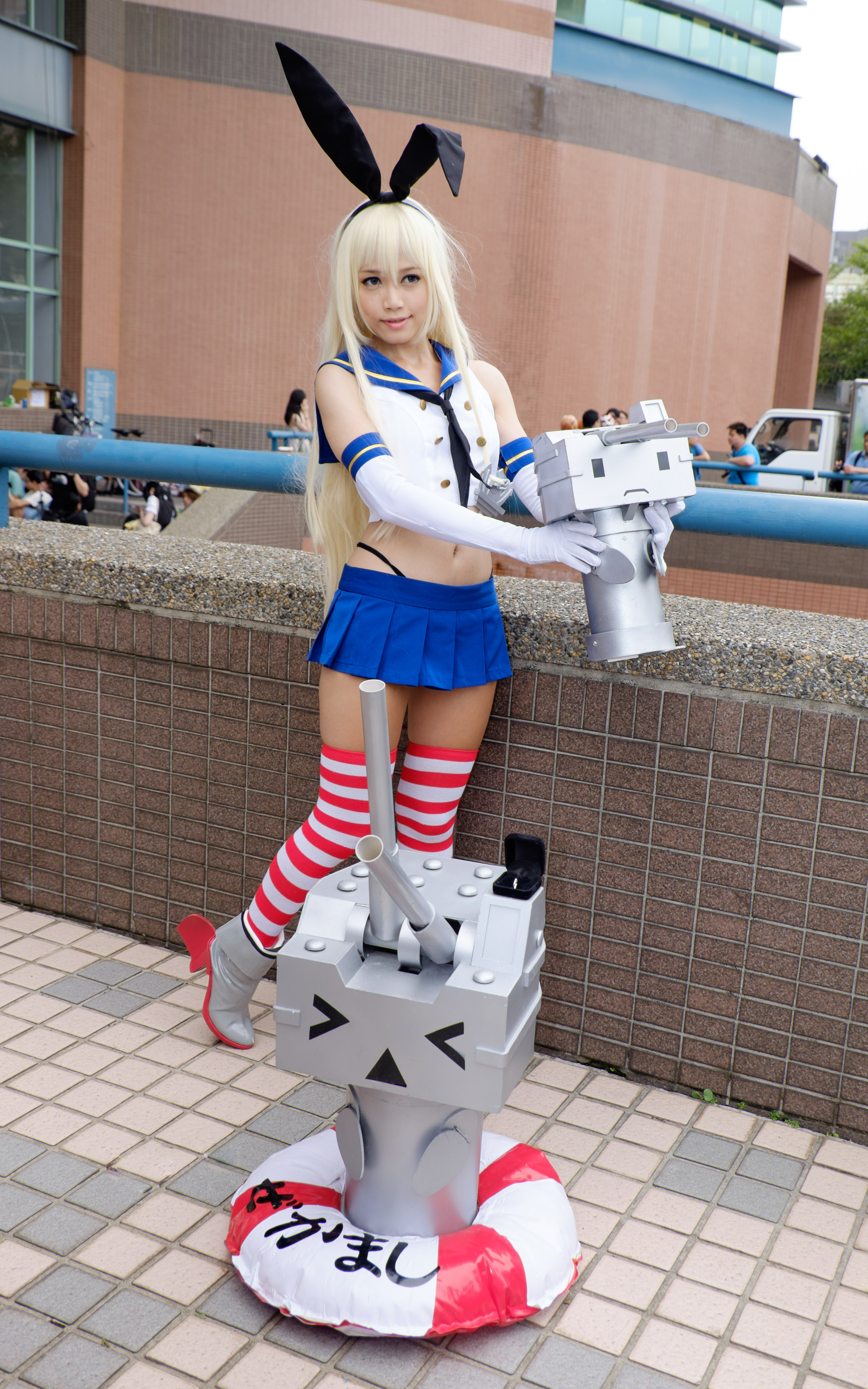
девушка в гольфах выше колена

Го́льфы — длинные носки, покрывающие нижнюю часть ног ниже или выше колена (получулки). Могут являться деталью спортивного костюма, униформы (школьной, пионерской, военной, и т. д.), одежды для свободного времени и активного отдыха. Производятся обычно из хлопчатобумажной либо шерстяной ткани, также в сочетании с химическими нитями в том числе с добавлением эластана или нейлона. Особой разновидностью гольфов являются гетры.
Гольфы можно носить с короткой юбкой, с шортами либо с коротким платьем.
Компрессионные гольфы созданы для того, чтобы помочь бегунам и другим спортсменам сократить риск получения травм. Гольфы обеспечивают определенную степень поддержки мышц, улучшают кровообращение и повышают аэробную выносливость.

## История
Спрос на гольфы среди женщин возрос на рубеже 1960—1970-х годов в связи с популярностью мини-юбок.

## Изготовление

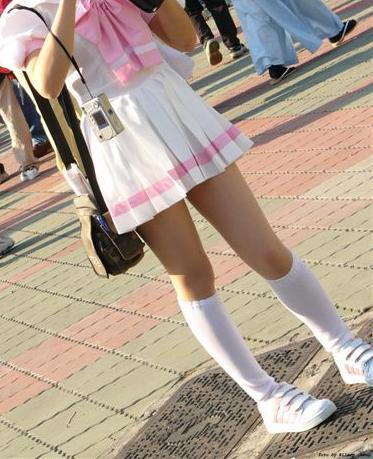
Девушка в коротких гольфах

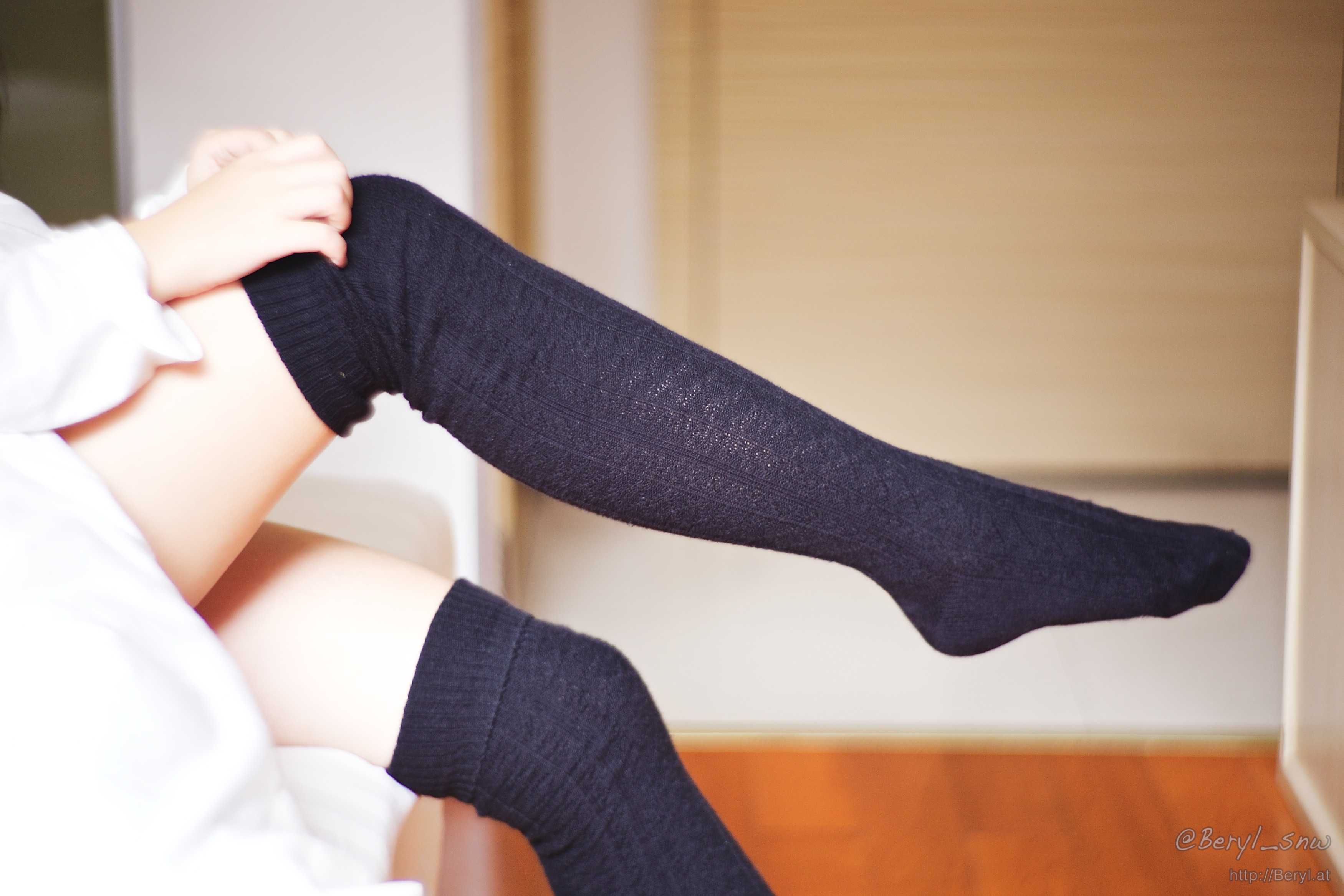
Девушка в длинных гольфах

Процесс изготовления полностью идентичен производству носков (так как гольфы всего лишь удлинённая версия носков).
Гольфы обычно делаются из хлопка, шерсти и других натуральных волокон, а также из химических и синтетических волокон и их сочетаний, в том числе с добавлением эластана. При производстве гольф иногда применяют антибактериальные и ароматические пропитки (ментоловые носки).
Гольфы, как правило, трикотажные или вязаные, фабричного производства или ручной работы. Состоят из следующих частей: борт (двойной или одинарный), паголенок (более удлинённый, чем у носков), пятка (высокой или низкой, реверсной или круговой, классической или Y-образной, левой и правой), следа, кольцевого усиления и мыска. Участок мыска технически абсолютно идентичен участку пятки.
Гольфы бывают мужскими, женскими, подростковыми и детскими. Все эти виды различаются по размерам, виду сырья, способу изготовления, виду переплетения и расцветке.
По способу изготовления гольфы подразделяются на: изготовленные на круглочулочных автоматах (без шва по задней части изделия) и на котонных (плоскочулочных) машинах (со швом по задней части изделия).
Некоторые виды гольф вырабатываются на плоских фанговых машинах, такие гольфы вместо мыска могут вырабатывать пальцы наподобие перчаток, только для ног, для каждого отдельного пальца, так и для групп, наподобие варежек.
Большинство гольф с круглочулочных автоматов имеют мысок и пятку, отсутствие или наличие мыска или пятки определяется дизайнерской идеей носка и не регламентировано государственными стандартами.
Мыски и пятка, как правило, усилены капроновой нитью. Мысок гольф с круглочулочного автомата может содержать в себе шов, которым было зашито мысочное отверстие.
Закрытие мысочного отверстия в процессе производства может осуществляться различными способами (швом, кеттельным швом, перекручиванием) как ручным, так и автоматическим способом, кеттельный шов в этом случае отличается лучшим качеством, так как обладает меньшей толщиной по сравнению с обычным швом.
Гольфы с котонных машин выпускаются с усилением следа, мыска и пятки из синтетического шёлка, хлопчатобумажной пряжи, из смеси хлопка с синтетическим шёлком, на хлопчатобумажной пряже, скрученной с синтетическим шёлком.
После вязания полуфабриката или готового изделия необходимо стабилизировать петельную структуру трикотажа. Для этого гольфы подвергают отлёжке (неподвижное хранение на промежуточных участках производства). После отлёжки, при необходимости, у полуфабрикатов зашивают мысочное отверстие с изнаночной стороны, затем их выворачивают на лицевую сторону и подвергают влажно-тепловой обработке. Гольфы надевают на алюминиевые формы, нагревают, обдают паром, высушивают и снимают с форм ручным или автоматическим способом. Этот процесс называют формированием изделия.
После формирования изделия подбирают в пары, так как возможны отклонения по линейным параметрам в уже готовых изделиях. После чего их упаковывают.